# إوزة مخططة الرأس
الإوزة مخططة الرأس (الاسم العلمي: Anser indicus) هي إوزة تنتشر في آسيا الوسطى ضمن مستعمرات تضم الآلاف منها، تتوزع بالقرب من البحيرات الجبلية، وفي فصول الشتاء في جنوب آسيا وباتجاه أقصى الجنوب في شبه القارة الهندية. تضع ثلاث إلى أربع بيضات في المرة الواحدة ضمن عش على الأرض.

## التصنيف الحيوي
لا يملك جنس الأنسر من الإوز الرمادي أي عضو آخر من نفس الصنف في المنطقة الهندية، أو في أي منطقة أخرى من المناطق الإثيوبية والأسترالية والاستوائية. أدرج لودفيغ ريخنباخ الإوزة مخططة الرأس كجنس يولابيا ضمن أصنوفة أحادية الطراز في عام 1852، رغم أن تصنيف جون بويد يعامل كلا الجنسين يولابيا وتشين كأجيال فرعية لجنس أنسر.

## البيئة
موطن الطيور الصيفي هو بحيرات على ارتفاعات عالية حيث تتغذى على العشب القصير. أُبلغ عن هجرة هذه الأنواع جنوب التبت وكازاخستان ومنغوليا وروسيا قبل عبورها جبال الهيمالايا. لفت الطائر انتباه العلوم الطبية في السنوات الأخيرة باعتباره ضحيةً مبكرةً لفيروس «إتش 5 إن 1»، وهو فيروس إنفلونزا طيور عالي الإمراضية «إتش بي إيه آي»، في تشينغهاي. يعاني الطائر من افتراس الغربان والثعالب ونسور البحر والنوارس وغيرها. ومع ذلك، قد تكون نسبة الإوز في ازدياد، لكن يُعتبر تقييم اتجاه النمو عمليةً معقدةً، إذ تنتشر هذه الأنواع على امتداد يفوق 2,500,000 كيلومتر مربع (970,000 ميل مربع).
تُعتبر الإوزة مخططة الرأس من أكثر الطيور المحلقة ارتفاعًا في العالم، فقد سُمع أنها تطير عبر جبل ماكالو -خامس أعلى جبل على سطح الأرض بارتفاع 8,481 متر (27,825 قدم)- ويبدو أنها شوهدت أيضًا فوق جبل إفرست - 8,848 متر (290,029 قدم)- رغم أن هذا التقرير غير مباشر ولم تُثبت صحته. لطالما حيرت هذه الهجرة علماء الفيزيولوجيا والطبيعة: «لا بد من وجود تفسير جيد لتحليق الطيور على ارتفاعات شاهقة... خاصةً وأنها تمر عبر جبال الهيمالايا على ارتفاعات أكثر انخفاضًا، وهي نفس الارتفاعات التي تحلق عليها أنواع الطيور المهاجرة الأخرى». في الحقيقة، لم تُتتبع الإوز مخططة الرأس لفترة طويلة بشكل مباشر (باستخدام تقنيات «جي بي إس» أو الأقمار الصناعية) التي حلقت على ارتفاع أعلى من 6,540 متر (21,460 قدم)، ويُعتقد الآن أنها تأخذ بالفعل الممرات العالية في الجبال. تحدث الهجرة الصعبة إلى الشمال على مراحل، تبدأ من الأراضي المنخفضة في الهند لتتكاثر في فصل الصيف على هضبة التبت، مع التحليق عبر الهيمالايا (من مستوى سطح البحر) دون توقف لمدة سبع ساعات. من المثير للدهشة أنه على الرغم من الرياح الذيلية المتوقعة التي تهب على جبال الهيمالايا (بنفس اتجاه هجرة الإوز)، تقاوم الإوز هذه الرياح وتنتظر انحسارها ليلًا، من ثم تستأنف رحلتها لتسجل أعلى معدلات تحليق على الإطلاق للطيور، وتحافظ على هذه المعدلات لساعات متتالية، وفقًا لما ورد في بحث نُشر في عام 2011.
وجدت دراسة في عام 2011 أن ذروة تحليق الإوز بلغت ارتفاعًا يقارب 6,400 متر (21,000 قدم). وسمت دراسة في عام 2012 واحدةً وتسعين إوزةً وتتبعت طرق هجرتها، إذ وُجد أن الإوز قد أمضت 95% من وقتها على ارتفاع أقل من 5,784 متر (18,976 قدم)، واختارت مسارًا أطول عبر الهيمالايا من أجل استخدام الوديان والممرات ذات الارتفاع المنخفض. لم يُسجل ارتفاع أكبر سوى عبر 10 من الإوز الموسومة، تجاوزت واحدة فقط ارتفاع 6,500 متر (21,300 قدم)، إذ وصلت إلى 7,290 متر (23,920 قدم). لكن سُجلت واحدة من هذه الرحلات ذات الارتفاع الشاهق في الليل، الذي يعد إلى جانب الصباح الباكر، الوقت الأكثر شيوعًا من اليوم في هجرة الإوز. قد يشكل الهواء الأبرد والأكثر كثافةً سببًا مكافئًا لانخفاض الارتفاع مئات الأمتار. يشتبه باحثو هاتين الدراستين في أن معلومات الإوز التي تحلق على ارتفاع 8,000 متر (26,000 قدم) ملفقة. إذ لوحظت الإوزة مخططة الرأس وهي تحلق على ارتفاع 23,000 قدم.
تهاجر الإوزة مخططة الرأس عبر الهيمالايا لتقضي الشتاء في أجزاء من جنوب آسيا (من آسام باتجاه الجنوب إلى تاميل نادو). يتكون المسكن الشتوي الجديد لهذه الأنواع من حقول زراعية، إذ تتغذى على الشعير والأرز والقمح، وقد تدمر المحاصيل. شوهدت الطيور من قيرغيزستان إذ توقفت في غرب التبت لمدة 20 إلى 30 يومًا، قبل أن تستكمل هجرتها إلى أقصى الجنوب. قد يظهر بعض منها دقةً عاليةً في اختيار مواقع إمضاء فصل الشتاء.
تتخذ من هضبة التبت بشكل رئيسي مقرًا لأعشاشها. ويُلاحظ تطفل حاضنات النوع نفسه على الإناث من الدرجة الأدنى، اللاتي يحاولن وضع بيوضهن في أعشاش الإناث ذوات المراتب الأعلى.
غالبًا ما تقع الإوزة مخططة الرأس في الأسر، إذ تُعدّ جميلةً وتتكاثر بسهولة.  تتكرر السجلات عنها في بريطانيا العظمى، ومن شبه المؤكد أنها تتعلق بحالات هرب. ومع ذلك، تكاثرت هذه الأنواع في عدة مناسبات في السنوات الأخيرة، وسُجلت خمسة أزواج في عام 2002، وهو أحدث تقرير متاح عن لائحة تكاثر الطيور النادرة. من المحتمل أنه وبسبب مزيج من الهجرة المتكررة والهروب العرضي والإدخال المتعمد، أصبح وجود هذا النوع بشكل تدريجي مستقرًا في بريطانيا العظمى. يعد الطائر أليفًا ولا يسبب أي مشاكل للطيور الأخرى. يُعتقد أن نسبة الطيور الشرسة في بريطانيا العظمى في انخفاض نتيجة الصيد الجائر.
هربت الإوزة مخططة الرأس إلى فلوريدا، الولايات المتحدة، أو نُقلت عمدًا إليها، لكن لا يوجد دليل على ازدياد نسبتها وتكاثرها، وقد تكون استمراريتها معتمدةً على تحريرها أو هروبها.